# 교대맥
교대맥(交代脈, electrical alternans) 또는 교호맥(交互脈)은 심전도상에서 규칙적인 맥박이 있을 때, QRS파의 강도가 강해졌다가 약해졌다가를 교대로 반복하는 상태이다. 심장눌림증(심장압전)이나 중증 심낭삼출이 있을 때 볼 수 있으며, 이는 삼출액이 차 있는 심낭 안에서 심장이 박동할 때마다 앞뒤로 흔들리기를 반복하기 때문이라고 추정된다. 심초음파로 심장을 관찰해 보면 심전도에서 QRS파 전압이 변할 때마다 심장의 특징적인 흔들림을 볼 수 있다. 어떤 유도에서도 나타날 수 있으며, 모든 유도에서 동시에 교대맥이 발생하기도 한다.
교대맥을 일으키는 가장 흔한 두 가지 원인이 상술한 심장눌림증과 심낭삼출이긴 하지만, 다른 여러 가지 심장 맥박 문제가 QRS파 진폭을 변화시켜 교대맥으로 나타날 수 있다. 가령 다발갈래차단(BBB), 울프-파킨슨-화이트 증후군(WPW), 방실결절 재진입 빈맥(AVNRT) 등 심장 전기 전도계에 문제가 있어 QRS파에 변화가 발생할 수 있다. 일부 심실빈맥에서는 심실 주변 칼륨 이온 농도가 국소적으로 변하면서 활동전위 불안정성이 생겨, 심장의 재분극 타이밍에 차이가 벌어지면서 교대맥 패턴을 보일 가능성이 있다.
심전도에서 교대맥을 발견하면 환자가 호소하는 다른 증상과 신체검사 소견 등을 고려하고, 심초음파 등 다른 검사를 추가로 시행해 기저 원인이 무엇인지 판명하도록 한다.

## 같이 보기
- 심장압전
- 심전도

## 추가 자료
- M, Goyal; KM, Woods; JE, Atwood (August 2013). “Electrical alternans: a sign, not a diagnosis”. 《Southern Medical Journal》 (South Med J) 106 (8): 485–489. doi:10.1097/SMJ.0b013e3182a1456c. ISSN 1541-8243. PMID 23912146. S2CID 19681969. 2023년 12월 29일에 확인함.
- Mittal, Sitaram (2023). 〈Electrical Alternans〉. 《Insights into Electrocardiograms with MCQs》. Singapore: Springer Nature Singapore. 681–684쪽. doi:10.1007/978-981-99-0127-2_47. ISBN 978-981-99-0126-5.